# Клятва юности (памятник)
Памятник таганрогским подпольщикам «Клятва юности» — монументальная скульптурная композиция, установленная в Таганроге в 1973 году. Посвящена памяти Таганрогского подполья, молодёжной антифашистской организации, существовавшей в Таганроге в период его оккупации немецкими войсками в 1941—1943 годы.

## Описание
Авторы скульптурной композиции — Владимир Грачёв и Валентина Грачёва. Постамент и оформление прилегающей территории спроектировал архитектор Е. В. Пантелеймонов.
Высота скульптурной группы — 4 метра. Фигуры юноши и девушки были отлиты из железобетона и покрыты сверху тонкими листами обчеканеной меди. Стыки медных листов были обварены и зашлифованы.
Скульптурная группа установлена на полуметровом постаменте, облицованном плитами красного гранита.
Перед фигурами подпольщиков установлен стилизованный картуш со словами «Клятвы».

Я, вступая в ряды борцов Советской власти против немецких захватчиков, 

клянусь, что: 

1. Буду смел и бесстрашен в выполнении даваемых мне заданий. 

2. Буду бдителен и не болтлив. 

3. Беспрекословно буду выполнять даваемые мне поручения и приказы. 

4. Если я нарушу клятву, пусть моим уделом будет 

всеобщее презрение и смерть
Скульпторы Грачёвы, работая над памятником, отказались от клишированных решений в виде плакатных героических поз подпольщиков. Авторы создали образы подростков, угловатых, ещё не сформировавшихся, плохо представлявших, как они будут сражаться с машиной фашистской оккупации, но готовых на самопожертвование.
Скульптурная группа — символ неиссякаемой народной памяти, извечного торжества юности над гибелью и, наконец, физической красоты молодости. Художественный образ произведения рождён из сложного сплава представлений авторов о пластике человека нашего времени и образов классического искусства. Не всё бесспорно в решении памятника, но зрелость и многогранность мысли художников получили убедительное завершение в работе
 — В. Лебедева, 1973.
На нижней площадке лестницы, ведущей от улицы Фрунзе к памятнику, установлен массивный блок красного гранита с текстом стихотворения Геннадия Сухорученко:

Поклонитесь, потомки, 

Героям народного мщенья! 

Был нелёгок их путь, 

Но других не искали дорог. 

Поклонитесь, потомки, 

На площади этой священной 

Быть достойными тех, 

Кто погиб за родной Таганрог

## История создания
Мемориал установлен в центре Спартаковского переулка, перед старым зданием чеховской гимназии, в которой в довоенные годы размещалась средняя школа № 2 им. А. П. Чехова. Раньше этот участок переулка именовался 1-м гимназическим сквером. Выпускники этой школы 1941 года стали участниками Таганрогского подполья, возглавленного Семёном Морозовым, который тоже работал в школе № 2. Учащиеся Юрий Пазон, Нонна Трофимова, Сергей Вайс, Николай Кузнецов, Анатолий Назаренко, бывшие ученики школы, были арестованы и расстреляны. Все они были посмертно награждены орденами и медалями.
В годы оккупации Таганрога, с 1941 по 1943 год, в здании гимназии располагалась Geheime Staatspolizei — «тайная государственная полиция», гестапо. Многих горожан гестаповцы пытали и замучили насмерть в подвалах этого здания.
В архитектурно-планировочном аспекте место для памятника также удачно: скульптурная композиция расположена в центре оптической оси Спартаковского переулка, ограниченной с одной стороны переулка зданием Чеховской гимназии, а с другой — главным входом в Центральный парк культуры и отдыха им. Горького. И с одной, и с другой стороны переулка открывается масштабный вид на памятник «Клятва юности».
В 1965 году, в канун 20-летия со дня Победы, большую группу таганрогских подпольщиков посмертно наградили орденами и медалями, комиссару таганрогской подпольной антифашистской организации было присвоено звание Героя Советского Союза. Генрих Гофман начал работу над документальной повестью «Герои Таганрога». Тогда же в сквере по Спартаковскому переулку была установлена мемориальная плита с надписью: «Здесь будет сооружен памятник героям таганрогского подполья!».
Работа над памятником началась в 1972 году, когда город готовился отметить 30-летие освобождения Таганрога от немецко-фашистских захватчиков. Первый секретарь таганрогского горкома комсомола Е. А. Струков получил поручение организовать установку памятника. Среди скульпторов области был объявлен конкурс на лучшее решение. Остановились на эскизе, предложенном скульпторами Грачёвыми.
Первоначальный вариант памятника представлял собой обнажённые фигуры юноши и девушки, однако Есауленко его отверг, и скульпторы «одели» фигуры юных подпольщиков. Общий проект был утверждён на заседании областного отделения Союза художников СССР.
Монумент создавался на средства, заработанные молодежью города на субботниках и воскресниках. Активно использовались так называемые «привлечённые средства» заводских комитетов комсомола.
В сооружении мемориала активное участие принимали управление «Донбассэнергострой», «Кавэлектромонтаж», ДРСУ, управление «Водоканал». Специальный студенческий строительный отряд, работавший вахтенным методом, был сформирован Таганрогским радиотехническим институтом. Непосредственная организация и координация работ комсомольских бригад была возложена на второго секретаря горкома комсомола города Сергея Шило.
Фигуры памятника были отлиты на Таганрогском судоремонтном заводе, мастер — В. В. Солнцев. По другим сведениям, фигуры изготавливались скульпторами Грачёвыми в механических мастерских Таганрогского морского порта. Перемещение хрупких фигур из порта и установка их в Спартаковском переулке были поручены опытным докерам В. И. Меркулову, А. Д. Прокопенко, Л. И. Зыкову.
Сквер подвергся масштабной реконструкции в 1972—1973 годах в связи с устройством площадки для установки памятника. Проблему значительного уклона рельефа в сторону улицы Фрунзе решили за счёт создания широкой многомаршевой лестницы. В центре площадку выложили большими плитами, с обеих сторон проложили асфальтированную дорогу, разбили газоны и цветники. Реконструкция сквера проводилась силами многих предприятий города, студентами и учащимися.
Модель памятника «Клятва юности» скульпторов Грачёвых в 1972 году стала одним из центральных произведений художественной выставки, посвящённой 30-летию освобождения Таганрога от немецко-фашистских захватчиков.

## Открытие памятника
Памятник был торжественно открыт при большом стечении народа 28 августа 1973 года, к 30-летию со дня освобождения Таганрога.
Митинг молодёжи и трудящихся открывал первый секретарь горкома ВЛКСМ Е. А. Струков. На митинге присутствовали родственники подпольщиков, ветераны партии и комсомола, пионеры и освободители Таганрога: командир партизанского отряда «Отважный—2» А. В. Гуда, командир Таганрогской бомбардировочной авиационной дивизии генерал-полковник авиации Г. А. Чучев, представитель Украинского штаба партизанского движения при Военном Совете Южного фронта П. А. Метелев, автор книги «Герои Таганрога» Герой Советского Союза Г. Гофман и многие другие.
Прозвучали стихи таганрогского поэта Геннадия Сухорученко, обращённые к погибшим подпольщикам:

Чайки над заливом — это вы, 

Алые гвоздики — это вы, 

Гул мартенов жарких — это вы, 

Это вы — в космическом полёте. 

Вашими глазами смотрим мы, 

Вашими руками строим мы, 

Вашими сердцами любим мы — 

Значит, вы бессмертны, вы живёте!
Мемориал открыли И. Е. Есауленко, Е. А. Струков, руководитель комсомольско-молодёжной бригады завода «Красный котельщик» В. Томчук, пионерка средней школы № 9 М. Пивень.
На митинге была зачитана приветственная телеграмма первого секретаря ЦК ВЛКСМ Е. М. Тяжельникова, поздравляющая таганрожцев с 30-летием освобождения города от фашистских захватчиков и открытием мемориала. По окончании минуты молчания был дан торжественный салют, в небо были запущены разноцветные шары с вымпелами «30 лет освобождения Таганрога».
Слово было предоставлено Марии Константиновне Турубаровой, матери погибших подпольщиков Петра, Валентины и Раисы Турубаровых.
В тумане угадывались фигуры девушки и юноши с простертыми навстречу мне руками — в том непроизвольном жесте, каким человек то ли встречает давнего друга, то ли защищается от внезапной опасности… Не в этом ли смысл нового памятника героям таганрогского молодёжного подполья, установленного в сквере у школы, где в гимназических классах учился великий русский патриот Антон Павлович Чехов? Я не спросил об этом у авторов памятника — Валентины и Владимира Грачевых, не спрошу и в следующий, и в третий, и в десятый раз. Они уже все сказали. Своим памятником. Своим суровым и бесконечно выразительным авторским трудом. Теперь можно спрашивать только у самого себя
 — Николай Малинский, 1975.

## Современность
В феврале 2013 года, накануне 40-летия с момента открытия памятника и 70-летия со дня освобождения Таганрога, рассматривая вопрос о выборе места для размещения мемориальной стелы «Таганрог — Город воинской славы», координационный совет Городского собрания при Думе Таганрога предложил установить стелу на месте памятника «Клятва юности», а скульптурные фигуры подпольщиков перенести вглубь территории Парка культуры и отдыха им. Горького, за мемориальный комплекс «Вечный огонь». С этим предложением от имени координационного совета выступил Олег Набоков. Его одобрил мэр города Владимир Прасолов.
29 марта 2013 года градостроительный совет муниципалитета во главе с главным архитектором Таганрога Владимиром Цебровым единогласно одобрил эту идею, озвученную руководителем таганрогского городского общественного объединения «Комитет народного контроля» Александром Пономаревым. Согласно заявлению мэрии, при выборе места учитывались пожелания горожан. Данное решение вызвало недоумение как рядовых жителей города, так и экспертов. Многие известные таганрожцы выступили с резкой критикой этой идеи муниципалитета.
Скульптор Владимир Грачёв высказался против переноса, указав хрупкость памятника.
7 апреля 2013 года в Таганроге у центрального входа в Парка культуры и отдыха им. Горького прошёл пикет в знак протеста против переноса памятника. Пикет был организован общественно-политическим движением «Суть времени». В течение двух часов волонтёры движения собрали около 700 подписей горожан против переноса памятника. Участники пикета объявили о своём намерении привлечь к проблеме внимание донского губернатор Василия Голубева в случае, если обращение к мэру не возымеет действия.
10 апреля 2013 года в эфире телекомпании «ДонТР» мэр Таганрога Владимир Прасолов сообщил: «Я считаю, что те памятники, которые уже есть, лучше не трогать. Нужно развивать другие направления, открывать новые места, которые бы люди с радостью посещали». Несмотря на заявление мэра, 11 апреля городская газета «Таганрогская правда» в статье «Историческое решение» опубликовала мнения только таганрожцев, выступающих за перенос памятника. 15 апреля 2013 года «Российская газета» первой проинформировала таганрожцев о том, что «В Таганроге сохранят памятник подпольщикам».
Сбор подписей движением «Суть времени» продолжался в течение 10 дней, после чего 17 апреля подписные листы были переданы в администрацию города. Активисты потребовали отставки главного архитектора.
18 апреля, тем не менее, главный архитектор Таганрога Владимир Цебров выступил на заседании постоянной комиссии Городской Думы по строительству и градорегулированию с заявлением о том, что «транспортировать монумент „Клятва Юности“ в Центральный парк мы не будем. Теперь планируется передвинуть памятник подпольщикам ближе к зданию гимназии № 2. А на его место поставить стелу». Журналисты высказали мнение, что данная позиция чиновников продиктована коммерческими интересами, поскольку места остальных рассматриваемых вариантов размещения стелы (Привокзальная площадь «Таганрог-1», 1-й Крепостной переулок, Парк «300-летия Таганрога», Приморский парк) уже застраиваются собственниками.
25 апреля скандал докатился до стен Государственной думы. Вице-спикер Госдумы Сергей Неверов высказал мнение, что таганрогский памятник должен остаться на прежнем месте. Депутат Госдумы, председатель комитета по вопросам собственности Сергей Гаврилов направил обращения губернатору Ростовской области Василию Голубеву и министру культуры РФ Владимиру Мединскому с просьбой оставить «Клятву юности» на своём месте.
В мае 2013 года история с переносом памятника «Клятва юности» вошла в опубликованный интернет-порталом «Slon» апрельский «Топ-15 неожиданных событий в регионах».
14 мая 2013 года на официальном портале администрации Таганрога был опубликован эскизный вариант установки стелы, между скульптурной группой подпольщиков и улицей Фрунзе. Это решение также было встречено критикой со стороны горожан, а журналисты интернет-портала «Блокнот-Таганрог» даже заявили, что «памятники в Таганроге ценятся меньше ларьков и киосков».
30 августа 2013 года перед памятником «Клятва юности» в связи с 70-летием освобождения Таганрога от немецко-фашистских захватчиков был проведён торжественный митинг, на котором присутствовали мэр города Владимир Прасолов, председатель городской Думы города Таганрога Юрий Стефанов, сотрудники администрации, депутаты городской Думы, почетные граждане и ветераны города.
По состоянию на 2014 год состояние памятника удовлетворительное. Картуш с текстом клятвы подпольщиков нуждается в ремонте, так как с него были сбиты латунные буквы. Также нуждаются в несложном ремонте отдельные фрагменты окислившихся швов медной обшивки фигур подпольщиков. По мнению Владимира Грачёва, «если минимально за памятником ухаживать, следить за швами медной обшивки, то и сто лет для него — не возраст».
В марте 2014 года координационный совет таганрогской общественной организации «Городское собрание» выступил с инициативой о сборе средств на реконструкцию «Клятвы юности». Председатель координационного совета «Городского собрания» Борис Шабанов заявил, что памятник «нужно просто спасать».
В августе 2014 года, накануне праздника «День освобождения Таганрога от немецко-фашистских захватчиков», памятник был подвергнут пескоструйной обработке, фигуры подпольщиков приобрели розовый оттенок, вместо привычного тёмного цвета окислившейся меди. Работы проводились под эгидой Таганрогского музейного комплекса, было сообщено, что постепенно памятник покроется патиной и вернёт привычный вид, однако уже в феврале 2015 года истончившаяся медь покрылась бурыми пятнами, а местами коррозия даже разъела медную обшивку насквозь. На информационной табличке, установленной у подножия комплекса, было отмечено: «Реставрация памятника произведена в 2014 году. Значительная часть необходимых средств поступила от ветеранов комсомола города Таганрога».

## Галерея
- Подпольщица Антонина Бринцева у памятника. 1983 год
- «Клятва юности». 2013 год
- «Клятва юности». 2012 год
- «Клятва юности». 2012 год
- «Клятва юности». 2012 год
- «Клятва юности». 2012 год
- Камень у подножия мемориала, 2012 год